# Danh sách câu lạc bộ bóng đá ở Quần đảo Marshall
Đây là danh sách các câu lạc bộ bóng đá ở Quần đảo Marshall.
- Calvary I
- Calvary II
- Duff's
- Hogan's Heroes
- Kobeer
- Lady Doves
- Locals
- Majuro All Stars
- Play On
- Pupules
- Purple People Eaters
- Queen Of Peace
- Shamrock Rovers
- Slow Motion
- Spartans I
- Spartans II
- Spartan Blues
- Spartans Red
- Spartans White
- Star Motion
- FC Swell